# Seuil des moyennes montagnes
 (août 2024).
Le contenu est difficilement compréhensible vu les erreurs de traduction, qui sont peut-être dues à l'utilisation d'un logiciel de traduction automatique.

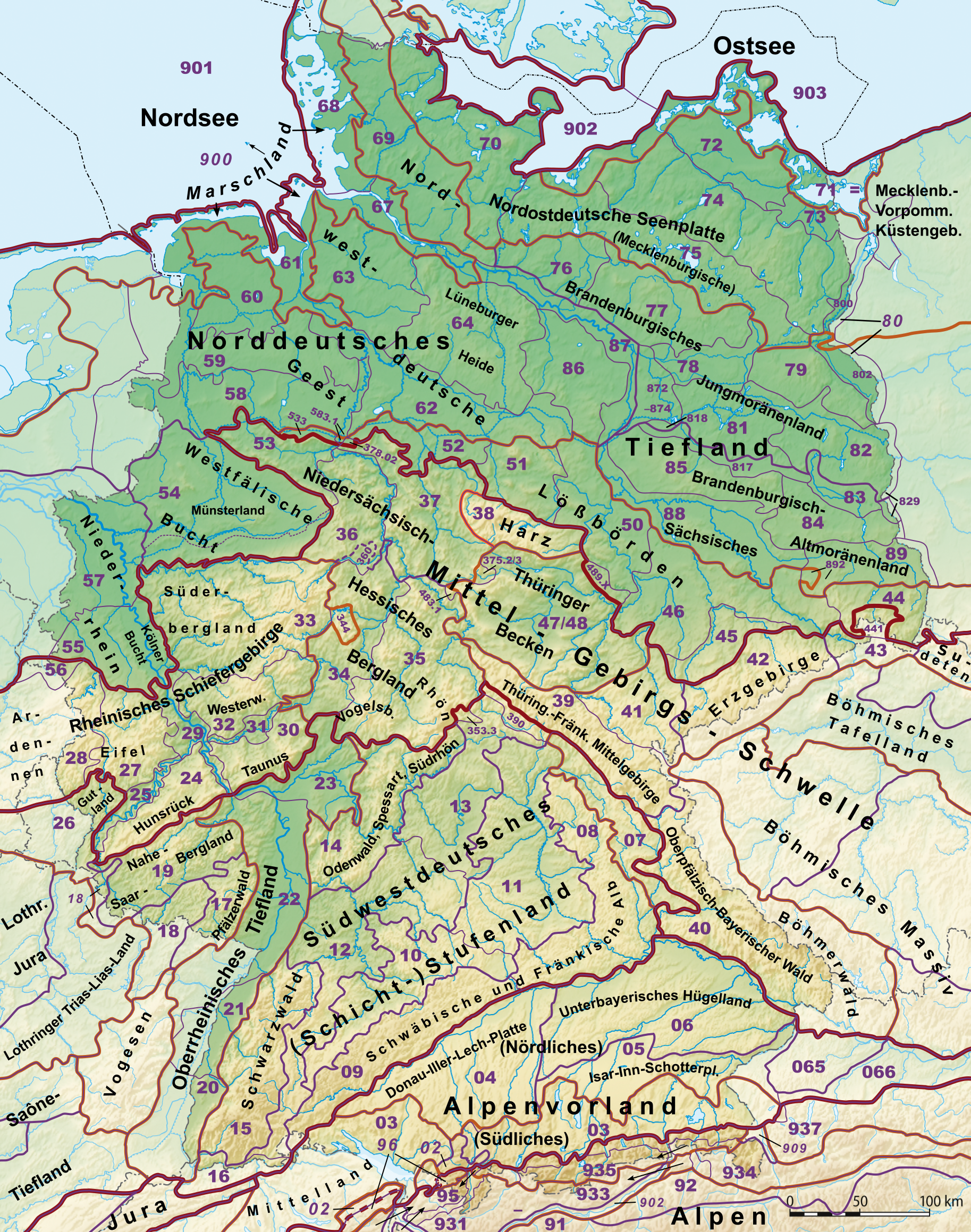
Carte de la répartition géographique de l'Allemagne. Le seuil des moyennes montagnes s'étend entre la plaine d'Allemagne du Nord et resp. les.

Le terme seuil des moyennes montagnes désigne le paysage caractérisé par de moyennes montagnes, des pays de collines et des vallées intermédiaires, immédiatement au sud de la plaine d'Allemagne du Nord (plus généralement plaine d'Europe centrale). Le seuil des moyennes montagnes comprend les Ardennes, et au nord du Main entre autres l'ensemble du Massif schisteux rhénan, les Lower Saxon Hills (en) avec le Weserbergland, West Hesse Highlands (en) et East Hesse Highlands (en) avec la Rhœn, le Harz ainsi que le massif de Thuringe-Franconie avec la forêt de Thuringe et le Fichtelgebirge.
L'est du seuil de moyenne montagne se prolonge par le massif de Bohême, qui s'étend au sud jusqu'au Danube et comprend, outre les Sudètes, les monts Métallifères et la Forêt de Bavière, une grande partie de la superficie de la Tchéquie.
Le seuil des moyennes montagnes d'Europe centrale constitue la partie nord de l'espace des moyennes montagnes d'Europe centrale. Au sein de l'Allemagne, plus de la moitié de tous les massifs de moyenne altitude se situent sur le seuil des moyennes montagnes. 

## Géographie
Au nord et à l'ouest, la ligne de séparation avec la plaine d'Allemagne du Nord est relativement nette. A l'extrême est, le cours supérieur de l'Oder et le cours inférieur de la Morava forment des frontières partielles avec les Carpates, tandis qu'au sud-est, le Danube sépare la région des moyennes montagnes des Alpes et de ses contreforts.
Dans le sud de l'Allemagne, les South German Scarplands (en) s'étendent vers l'ouest jusqu'au Fossé rhénan. Les South German Scarplands commencent directement au sud-est des crêtes de la Forêt de Bavière  et du Fichtelgebirge, plus à l'ouest juste au nord du Main, et s'étendent vers le sud jusqu'au Danube et aux contreforts des Alpes.
Enfin, à l'ouest du Rhin supérieur, le seuil des moyennes montagnes se prolonge au sud par les Hautes Terres du Nord-Est (en) en France et en Allemagne avec le Palatinat rhénan, autour des North Palatine Uplands (en) et de la Forêt palatine.

## Montagnes du seuil des moyennes montagnes
En allant d'oust en est, on rencontre :
- Massif schisteux rhénan
  - Ardennes et Eifel
  - Hunsrück
  - Süder Uplands (en)
  - Westerwald
  - Taunus
- Lower Saxon Hills (en) ouest et West Hesse Highlands (en)
- Lower Saxon Hills (en) est et East Hesse Highlands (en)
- Harz, Bassin de Thuringe et Massif de Thuringe-Franconie
- Massif de Bohême